# Jean-François Monette (réalisateur)
Pour les articles homonymes, voir Jean-François Monette et Monette.
Jean-François Monette est un réalisateur, producteur de cinéma, scénariste et monteur québécois.

## Biographie
Cinéaste Montréalais engagé, Jean-Francois Monette a réalisé plusieurs documentaires et courts métrages de fiction qui ont participé à d'innombrables festivals et remporté plusieurs prix importants.  Son œuvre traite de questions d’identité et de représentation et englobe une variété de genres dont l’essai experimental Where Lies the Homo? (Best Gay and Lesbian Film Award, Ann Arbor Film Festival), le documentaire historique à caractère social Anatomy of Desire (Honorable Mention, Columbus International Film Festival), le documentaire biographique Eye on the Guy: Alan B. Stone and the Age of Beefcake (selection HOT DOCS 2006, Best Documentary Milan Gay and Lesbian Film Festival) et la fiction dramatique Take-Out (Nomination Jutra meilleur court métrage, Best Gay Short, Philadelphia Gay & Lesbian Film Festival).

## Filmographie

### Comme réalisateur
- 1995 : Anatomy of Desire
- 1999 : Where Lies the Homo?
- 2000 : Take-out
- 2000 : Coming Out (TV)
- 2002 : Boys Briefs 2 (vidéo)

### Comme producteur
- 1995 : Anatomy of Desire
- 2000 : Take-out

### Comme scénariste
- 1995 : Anatomy of Desire